# سیارک ۲۰۴۶۵
سیارک ۲۰۴۶۵ (به انگلیسی: 20465 Vervack، نامگذاری:1999MJ1) بیست هزار و چهارصد و شصت و پنجمین سیارک کشف شده‌است که در ۲۰ ژوئن ۱۹۹۹ کشف شد.
قدر مطلق سیارک برابر ۱۴.۸ است.